# Alkotókészség
Az alkotókészség (kreativitás) a személyiségtulajdonságok, gondolati- és gyakorlati-cselekvéses képességek sajátos összerendezettsége a személyiségen belül, ami lehetővé tesz valamilyen szintű alkotást, és emellett még viselkedésben, magatartásban is megnyilvánul.

## Meghatározás
Az általában vett kreativitás nem csak emberi tulajdonság. Az univerzum folyamatos teremtődése-önteremtése, a nem megjósolható változás, ill. a szabálytalan folytatás az egész világunkban megfigyelhető. Az alkotókészség, a teremtés képessége tehát inkább egy végső kérdés, mint sem csak pszichológiai természetű (Dunkel, Az alkotó ereje, 2017). Az alkotás lehet műszaki, filozófiai, gondolati természetű, de művészi értelemben vett is. Valószínű, hogy a gyermekek nagy része születik e potenciális képességgel, de maga az iskolai rendszer az ún. institucionalizáció ("intézményesítési") folyamata során gátolja az egyéni ötleteket (originalitás) azok könnyed, sokféle megoldásainak (fluencia) közlését. Egyfelől maga az önuralom (Rorty, Foucault, Dunkel) az, ami megszünteti az egyéniség egyéni voltát, így a felnövekvés során az egyedi ember egyre inkább sémaismétlő lesz. A művész azért is nonkonformista, mert azokkal nagyobb az ún. autonómia igénye (Dunkel 2017), ami nem a pszichiátriai értelemben vett: oppozíciós zavar, vagy deviancia. A művészi lélek nagymértékben ad eredeti választ (originalitás) a környezet ingereire, s nagyobb is az ún. problémaérzékenysége. Nem szereti a sémát, de kifejezetten szereti a komplexitást. Dunkel szerint, filozófiai értelemben maga a világ: ún. divergens probléma. Azaz valaminek többféle megoldása van. A divergens gondolkodás széthajló, több logikai utat jár be, sőt; nem csak simán logikus. Az emberek többsége konvergens, összehajló gondolkodású, egymegoldásos "srófra" jár az agya. A művészek és kreatívak között sokkal több az ún. jobb agyféltekés és divergens gondolkodású, ők (Foucault, Dunkel) sajátos " meg nem értett kisebbség" a társadalomban. A pedagógusok kifejezetten nem kedvelik őket, hisz nem sémaemberek, s az ő megoldásuk nem sémamegoldás. Könnyen és többfajta megoldást kínálnak egy problémára (flexibilitás), sőt a kidolgozott megoldás is több fajta lehet (elaboráció), egy festménysorozat, vagy a zenében kiváló példa az akár tíz variáció egy ugyanazon témára. A kreatív mást lát, mit amit a többi, jól nevelt-jól szocializált ember. Ezért új funkciót talál a régi dolognak, (re-definiálás)egy régi eszközt, elemet, elvet újszerűen (innováció) használ fel. Sokszor ún. önjutalmazó módon, belső jutalmazással (internal reward loco control) s nem külső kontrollosan alkot. Önmagáért, nem haszonért, ennek a neve autotelikusság (autósz = önmaga, telosz = eredmény, kimenet, cél). Dunkel (2017) nagy hiba, hogy az iskolai tehetség gondozása csak egy külön fizika, vagy magyaróra. Szerinte játszás és kreatív órák nélkül eleve nincs tehetséggondozás. A tehetségnek lenne szerepe a társadalmi megújulásban, sőt, a gazdasági élet megújításában is. A zene és élményterápiák során látható, hogy a kreatív létmód segít a beteg ún. reparatív, ön-helyreállító képességének felszínre hozásában. Winnicott szerint a kreativitás a lét alapállapota, ami rávilágít arra, hogy mennyire nem csak egy személyiségjegyről van szó. A világ teremt egy egyedi létezőt (Dunkel, 2017) ami majd egy egész világot teremt, ez rekurzívitás. Mint a Júlia és Mandelbrot halmaz esetén látható. Ez a művészi rekurzivitás az egész világ tulajdona (Dunkel), tehát a harmónia nem emberi találmány (Mersenne: Harmonia Universel, Boethius: Musica mundana). Az ember csak újra megtalálja a harmóniát. Dunkel tudományfilozófiailag mutat rá: a szabálytalan folytatás a gének esetén is fenn áll, sőt, ennek a nem kiszámíthatóságnak (unpredictibility) van kvantummechanikai alapja is, s ez jellemző az alkotásra is: minden váratlan kimenetben ott van. A kreativitásnak nevelésfilozófiai jelentősége van; a felnövekvő, kreatívabb emberek tudnák átformálni a fogyasztó, s bolygót, no meg a termelési folyamatban egymást kizsákmányoló társadalmi létet. A mai iskolák adatbankokat nevelnek, pedig a mai gyereknek számtalan adathordozó azonnal elérhető (internet, I pad, okostelefon, etc.) Valószínű, hogy sok embernek segít a technológia megvalósítani egyéni ötleteit. De ehhez iskolás korban (7!-18 év) ingergazdag, de nem gépi, hanem emberi, személyes és stimuláló környezetre van szükség.
Az alkotás nemcsak ott van jelen, ahol az ember nagy történelmi jelentőségű műveket teremt, hanem mindenütt, ahol az ember elképzel, kombinál, változtat, valami újat teremt, bármilyen szegényesnek is tűnjék az a zsenik alkotásához képest. (Vigotszkij, 1967)

## Alkotó képességek
Alapvető, és a kreativitás kutatók számára rendkívül megtermékenyítő a Joy Paul Guilford által 1956-ban kidolgozott intelligencia-struktúra háromdimenziós modelljének elvére, faktorainak analízisére, s vele a divergens gondolkodás jellemzésére épülő értelmezés. 
Az intellektus természetét a divergens képességek leírásával jellemezte, melyek a következők:
- Fluency – Könnyedség

A szellemi termékenység könnyedsége, gyorsasága, mennyisége, folyékonysága
- Flexibility – Rugalmasság

A szellemi mozgékonyság képessége ez, a változó igényekhez való hajlékony alkalmazkodás, ami lehet spontán is, lehet adaptív is 
- Originality – Eredetiség

A váratlan, a szokatlan, újszerű kedvelése, szellemesség, találó jelleg, ritkaság, asszociációs távolság a mutatói
- Redefinition – Újrafogalmazás

A szellemi struktúrák átszervezése, átértelmezése, átértékelése, átalakítása, vagy legalább felülvizsgálata
- Sensibility – Problémaérzékenység

A probléma észrevevése, megértése, megoldásának igénye, vállalása, ennek a képességnek a mutatói. 
- Elaboration – Kidolgozottság

A részletek kidolgozásának, a komplexitásnak az igénye és preferenciája adja ezt a képességet.

## A kreatív személyiség tulajdonságai és képességei
Sok kutató foglalkozott kreatív egyének személyiségtulajdonságainak a vizsgálatával. Felkutatták korábbi teljesítményeiket és viselkedésbeli sajátosságaikat is. 
Az összegyűlt gazdag ismeretanyagnak csupán töredéke található itt meg. 
- Barron, F. (1952, 1963) vizsgálati eredményei szerint a kreatív személyeket magas fokú tudásvágy, kíváncsiság, megismerési (intellektuális) késztetés jellemez, valamint nagyfokú autonómia, magas én-erő, önbizalom, emócionális stabilitás. Az interperszonális kapcsolatokban tárgyilagosak, nonkonformisták. Széles körű érdeklődés, fogékonyság, absztrakt gondolkodás, intellektuális aktivitás a sajátjuk. Pszichodinamikájuk komplexebb és differenciáltabb, ezzel van összefüggésben a komplex ingerek iránti preferencia. Tolerálják a kétértelműséget is.
- Maslow A.H. (1959): A kreativitás legfőbb indítéka az önmegvalósítás (self-actualisation) motívuma. A kreatív személyt erős belső késztetés indítja arra, hogy a személyiségét kreatívan kibontakoztassa.
- Guilford, J.P (1967) A kreatív személy tulajdonságait elsősorban az intellektuális képességekkel hozza összefüggésbe. Minthogy a normák, szabályok, konvenciók a kommunikáció lehetőségeit, a megismerést és reagálást szabályozzák, sőt, korlátozzák, a kreatív attitűd egyik fő jellemzője a megszokottól való elszakadás igénye, a változásra, az újszerűségre való törekvés. Alapvető motívumuk pedig a kutató-kísérletező hajlam.

A kutatási eredmények alapján az alkotó személyiséget a következő személyiségjegyekkel jellemezhetjük:
- szellemi egészség és hatékonyság (megismerési vágy, kíváncsiság, érdeklődés, függetlenség a gondolkodásban, vélekedésben stb.)
- az önmegvalósítás szándéka, önkifejezési akarat
- pozitív én-kép, magabiztosság
- pszichológiai biztonság
- a személyiség szabadsága, a korlátozások elleni védekezés
- a környezet tökéletesítésre, konstruktív megváltoztatására való törekvés
- nonkonformitás
- a korlátozások, kötöttségek, szabályok nehezen tűrése, illetve ha ezeknek értelmét nem látja, lázad, tiltakozik ellenük.

Az alkotó megnyilvánulásnak lényegi jellemzője az, hogy a társadalom irányába hat. A kreatív ember általában jobban észreveszi a problémákat, s megkísérli megoldani azokat. Ez a szokványossal, a rutinnal ellentétes dolog, ellentétes tevékenység, és így előfordul, hogy szembekerül kényelmesebb környezetével.

## Az alkotó folyamat sajátosságai
A fenti kreatív tulajdonságok elindítják a kreatív folyamatot, amely a személyiség belső élménye és külső tevékenysége. Az alkotó tevékenység gondolkodásbeli és cselekvésbeli területe különböztethető meg. A kreatív folyamat szakaszai a következők (Rosca, 1973, Karlavaris, 1977):
1. Előkészület ez lényegében a probléma észrevétele. Tudatos felkészülést igényel. Van egy megoldandó kérdés, amelynek a megoldását a személy szükségesnek érzi. Ez az alkotás kezdete.
2. Lappangás, vagy inkubáció: ebben a szakaszban a kombinációval egybekötött megoldáskeresés zajlik. Ezt kísérheti félbehagyás, felejtés is, de később a probléma újra előbukkan, feszít a megoldás igénye. Állandóan újabb és újabb kombinációk keletkeznek az eddig ismert adatokból, azok újszerű összekapcsolásaival, a probléma megoldásra.
3. Ihlet vagy megvilágosodás szakasza: felvillan a megoldáshoz vezető ötlet, vagy maga a megoldás. Ez az alkotás csúcspontja, itt rendeződnek az ismeretek, ami homályos volt kitisztul. Ez a szakasz a megoldás megvalósítását is tartalmazza.
4. Ellenőrzés, vagy átrendezés szakasza, ahol az ihlet szolgáltatta nyersanyag véglegessé válik, az alkotó gondolkodás kiegészíti a képzelet előző szakaszban megvalósított művét, s ha kell, módosítja az ötletet vagy a megoldást.

## A kreatív produktum jellegzetességei
A kreatív folyamatban létrejött termék értéke azzal mérhető, hogy mennyire új és értékes.
A kreatív termék lehet csupán az egyén tapasztalatvilága szempontjából (szubjektíven) új.
Ez a kreatív folyamat értelmezéséből is következik, ami szerint lehet belső, élményszerű, szubjektív oldala is. Így a tanulók különböző tevékenységei, produktumai is lehetnek kreatívak.
Ezek szerint a kreatív termék egyre magasabb szintjeit különböztetjük meg: 
1. Kifejező kreativitás szintje, amikor a gyerek tudását, véleményét, érzésvilágát a legkülönfélébb tevékenységi formákban nyilvánítja ki: szóban, írásban, rajzban, feladatok megoldásában, játékosan, kötöttségek nélkül.
2. Produktív kreativitás: itt megjelenik a tendencia a szabad játék korlátozására és ellenőrzésére. Az elsajátított ismeretek alkalmazásának igénye és képessége szükséges a kreatív produktum előállításához, problémamegoldáshoz.
3. Feltaláló (inventív) kreativitás: a kitalálás és felfedezés jellemzi ezt a szintet. Legfontosabb eleme a hajlékonyság, vagyis az új és szokatlan kapcsolatok meglátása az előzőleg nem összefüggő részek között.
4. Újító (innovatív) kreativitás A személy a meglévő produktumba újat visz, amitől az jobbá válik, vagy esetleg egészen másként, új módon old meg feladatokat, problémákat, s ez jobb, észszerűbb, mint a régi megoldási mód.
5. Teremtő kreativitás: az alkotás legmagasabb szintje. Alapjaiban teljesen új elv, vagy feltevés keletkezik.

Az első szint már óvodáskorban jelentkezik, és az egyén vagy tanulók egyre magasabb szintekre juthatnak el.